# Auménancourt
Auménancourt is een gemeente in het Franse departement Marne (regio Grand Est) en telt 696 inwoners (1999). De plaats maakt deel uit van het arrondissement Reims.

## Geografie
De oppervlakte van Auménancourt bedraagt 12,9 km², de bevolkingsdichtheid is 54,0 inwoners per km².
De onderstaande kaart toont de ligging van Auménancourt met de belangrijkste infrastructuur en aangrenzende gemeenten.

## Demografie
Onderstaande figuur toont het verloop van het inwonertal (bron: INSEE-tellingen).

1. ↑  Populations de référence 2022.